# Pterocheilus pusillus
Pterocheilus pusillus är en stekelart som beskrevs av Kostylev 1940. Pterocheilus pusillus ingår i släktet palpgetingar, och familjen Eumenidae. Inga underarter finns listade i Catalogue of Life.